# Leichtathletik-Weltmeisterschaften 2023/Teilnehmer (Ägypten)
| Goldmedaillen | Silbermedaillen | Bronzemedaillen |
| ------------- | --------------- | --------------- |
| —             | —               | —               |

Der Leichtathletikverband Ägyptens hat für die Leichtathletik-Weltmeisterschaften 2023 in Budapest fünf Sportler gemeldet.

## Ergebnisse

### Frauen

#### Sprung/Wurf
| Athletin   | Disziplin  | Qualifikation | Qualifikation | Finale     | Finale |
| Athletin   | Disziplin  | Weite/Höhe    | Platz         | Weite/Höhe | Platz  |
| ---------- | ---------- | ------------- | ------------- | ---------- | ------ |
| Esraa Owis | Weitsprung | 6,16 m        | 32            | DNQ        | DNQ    |

### Männer

#### Sprung/Wurf
| Athlet              | Disziplin   | Qualifikation | Qualifikation | Finale     | Finale |    |
| Athlet              | Disziplin   | Weite/Höhe    | Platz         | Weite/Höhe | Platz  |    |
| ------------------- | ----------- | ------------- | ------------- | ---------- | ------ | -- |
| Mohamed Magdi Hamza | Kugelstoßen | 20,68 m       | 14            | DNQ        | DNQ    |    |
| Mostafa Amr Hassan  | Kugelstoßen | 20,81 m       | 11            | 20,17 m    | 10     | 10 |
| Mostafa el-Gamel    | Hammerwurf  | 71,36 m       | 38            | DNQ        | DNQ    |    |
| Ihab Abdelrahman    | Speerwurf   | 80,75 m       | 8             | 80,64 m    | 10     |    |